# Alte Fulda bei Asbach
Die Alte Fulda bei Asbach ist ein Altarm der Fulda mit bereits verlandeten Teilen im hessischen Landkreis Hersfeld-Rotenburg. Die noch offenen Wasserflächen werden von Schwimmblatt-Pflanzengesellschaften besiedelt. Die Ufer säumen Weiden und Erlen. Das umgebende Grünland in der Auenlandschaft des Mittleren Fuldatals besteht aus Feuchtwiesen, in der in Hessen gefährdete Pflanzen vorkommen. Der gesamte Bereich weist Lebensräume und Arten auf, die wegen ihrer Besonderheit als schutzwürdig angesehen werden. Um deren Erhaltung sicherzustellen und Störungen fernzuhalten wurde die Fläche im Jahr 1984 als Naturschutzgebiet ausgewiesen.

## Lage
Die „Alte Fulda“ liegt linksseitig der Fulda, in der Niederung zwischen Asbach im Nordwesten und Kohlhausen im Nordosten. Administrativ gehört der Bereich zu der Gemarkung des Ortsteils Asbach der Stadt Bad Hersfeld im Landkreis Hersfeld-Rotenburg. Die Fulda bildet die Ostgrenze des Naturschutzgebiets, mit der der Altarm bei Hochwasser über eine Flutmulde verbunden ist. In der naturräumlichen Gliederung Deutschlands, die auf der Geografischen Landesaufnahme des Instituts für Landeskunde Bad Godesberg basiert, befindet sich der geschützte Bereich in der Hersfelder Senke (355.21), an die im Westen das Kirchheimer Bergland (355.4) und im Osten die Buchenauer Hochfläche (355.32) angrenzen. Sie gehören zum Fulda-Haune-Tafelland (355) innerhalb der Haupteinheitengruppe des Osthessischen Berglands (35).

## Boden und Klima
Auf ihrem Weg zur Mündung in die Weser durchschneidet die Fulda in diesem Gebiet überwiegend den Unteren und Mittleren Buntsandstein, aus der Periode der Trias des Erdmittelalters. In der Flussniederung dominieren jedoch jüngere, holozäne Hochflutablagerungen in Form von unterschiedlich starken Auenlehmdecken. Die Auenlehmbildung begann vermutlich schon im Neolithikum, bis dahin waren die Böden von Kiesen und Sanden geprägt. Die Entstehung der Kiese geschah in direkter Abhängigkeit zum Wirken der Eiszeiten. In den Eiszeiten schotterte der Fluss bei niedrigem Wasserstand unterschiedlich dicke Kiesschichten auf. Während der darauf folgenden Warmzeiten tiefte sich der Fluss wieder ein, wodurch stellenweise mächtige Kiesschotterterrassen zurückgeblieben sind.
Mit Beginn des frühen Mittelalters kam es zu massiven Eingriffen in die Naturlandschaft der Flussaue. Abholzungen und der Bau von Siedlungen, in einer Zeit hohen Bevölkerungswachstums, führten zu Hangerosionen mit Ablagerungen von bis zu mehreren Metern dicken Erdschichten in den Niederungen. Mit der Ausdehnung der landwirtschaftlich bearbeiteten Flächen wurde auch zunehmend auf bisher ungenutzte Bereiche in den versumpften Flussauen zurückgegriffen. Die Vernichtung der Auwälder erfolgte anfangs teilweise, nahm aber mit der Nutzung als Weideland immer mehr zu. Die maximale Ausdehnung des Kulturlandes wurde gegen Ende des Hochmittelalters erreicht. Sie ist im Bereich der Flussauen weitgehend konstant geblieben. Die Bewirtschaftung jedoch ist mit den wachsenden technischen Möglichkeiten der Neuzeit, immer weiter intensiviert worden.
Vorherrschender Bodentyp ist der Braune Auenboden, der auch Vega genannt wird. Stellenweise haben sich auch in Bereichen oberflächennahen Grundwassers Gleyeböden entwickelt.
Klimatisch gesehen gehört das Mittlere Fuldatal zum Klimabezirk des Nordhessischen Berglandes. Dieses wird durch verhältnismäßig kühle Winter und auch kühle Sommer geprägt. Gegenüber dem bergigen Umland gilt das Fuldatal mit einer um etwa 1 °C höheren Durchschnittstemperatur als leicht wärmebegünstigt. Da die tieferliegenden Tallagen oft eine größere Bodenfeuchte aufweisen, bleiben sie aufgrund stärkerer Verdunstung meistens kälter als trockenere Flächen. In diesen Bodensenken kann es im Herbst und Winter durch die Ansammlung von kalter Luft zur Bildung von Kaltluftseen kommen, mit erhöht auftretenden Früh- und Spätfrösten.

## Das Schutzgebiet

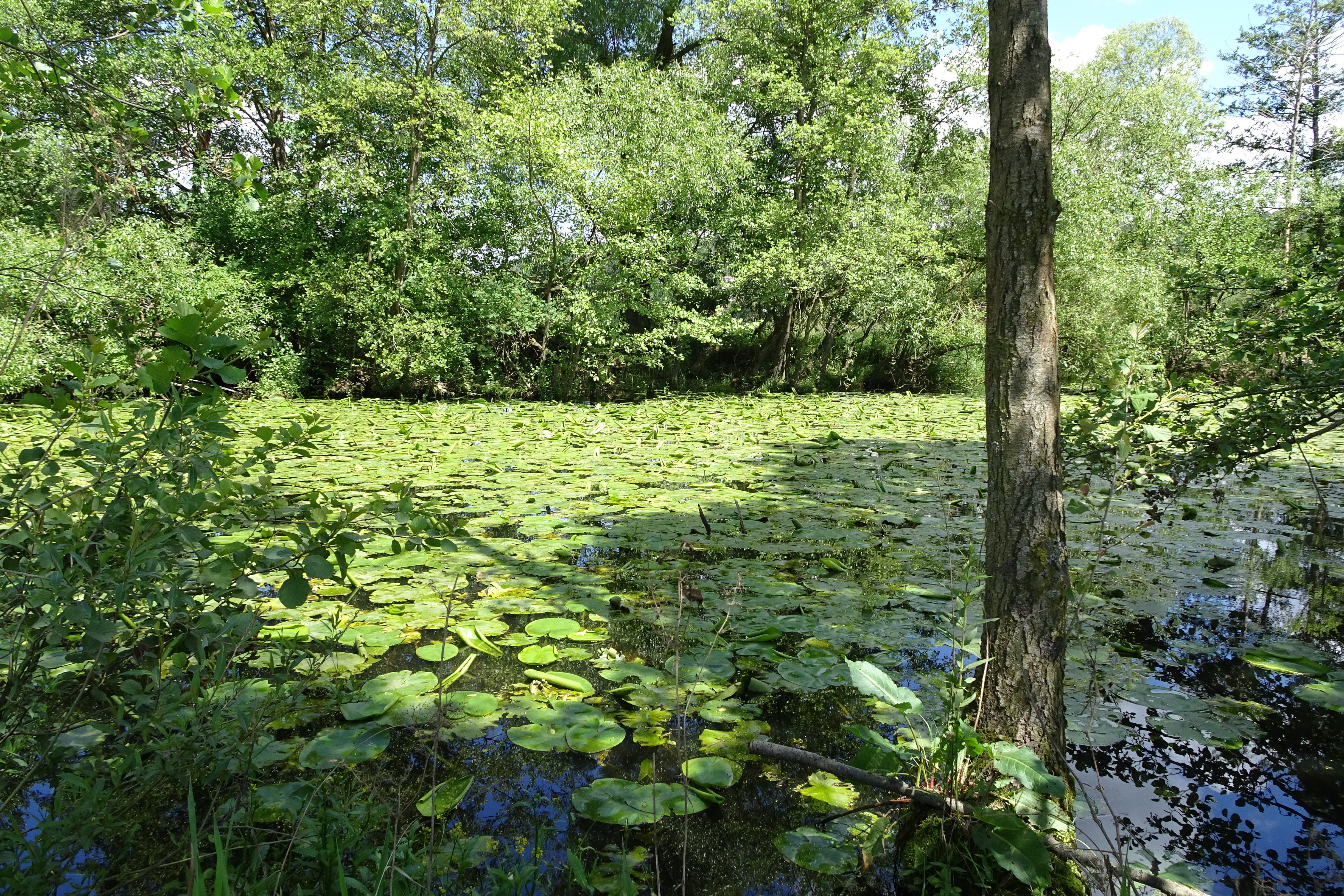
Die Schwimmblattvegetation dominieren die Bestände der Gelben Teichrose, die Teichmummel genannt wird.

Die „Alte Fulda bei Asbach“ ist eines der wenigen größeren naturnahen Altgewässer des Mittleren Fuldatals. Die Altgewässer, ein Sammelbegriff für Altarme und Altwasser, gelten als letzte Zeugen der einst in vielen Mäandern dahinfließenden, naturnahen Flüsse, durch deren Eigendynamik sie entstanden. Während Altarme noch eine Verbindung zum Flussbett haben, sind Altwasser von diesem abgeschnitten. Die Verlandung der Altgewässer unterliegt über einen längeren Zeitraum einer natürlichen Entwicklung. Ausgehend von dem Wachstum der Wasserpflanzen, die sich besonders in nährstoffreichen Gewässern stark vermehren und die die freien Wasserflächen verringern. Ihre abgestorbene Teile sinken zu Boden und bilden im Laufe der Zeit eine stetig mächtiger werdende Humusschicht. Vom Ufer her wird die anwachsende Bodenschicht durch Röhrichte und Seggenriede besiedelt. Später etablieren sich Gehölze und am Ende der Abfolge der Verlandungsstadien entsteht ein geschlossener Auenwald.
Das windgeschützte, von dichtem Ufergehölz umgebene Stillgewässer der „Alten Fulda“ hat bereits viele verlandete Bereiche. Es wird von den Schwimmblattgesellschaften der Gelben Teichrose sowie der Kleinen und Buckeligen Wasserlinse überzogen. Die nassen, sumpfigen Bereiche kennzeichnen Purpurweidenbüsche und Wasserschwaden-Röhrichte. An bestandsgefährdeten Pflanzenarten finden sich hier Scheinzypergras-Segge, Echte Fuchs-Segge, Blasen- und Rispen-Segge.
Das Wiesenland im Schutzgebiet besteht nach der Hessischen Biotopkartierung aus den Biotoptypen extensiv und intensiv genutztes „Grünland frischer Standorte“, „Grünland feuchter bis nasser Standorte“ und „Feuchtbrachen und Hochstaudenfluren“. Während die ehemals weit verbreitete extensive Bearbeitung durch verstärkte Düngung und Vielschnittnutzung für Silofutter  hier im Rückzug  ist, dehnten sich, durch veränderte landwirtschaftliche Produktionsmethoden, die intensiv bearbeiteten Bereiche stark aus. Auch die traditionell bewirtschafteten Feuchtwiesen des Biotoptyps „Grünland feuchter bis nasser Standorte“ sind selten geworden, da fast alle meliorationsfähigen Standorte bereits umgewandelt sind und die Bewirtschaftung der unproduktiven Böden aufgegeben wurde. Auf den wegen mangelnder Rentabilität aufgegebenen feuchten und nassen Standorten haben sich Feuchtbrachen und Hochstaudenfluren angesiedelt und erweitern noch ihren Flächenanteil.
In den Wiesenflächen findet der Dunkle Wiesenknopf-Ameisenbläuling mit dem Großen Wiesenknopf eine geeignete Futterpflanze für seine Raupen. Da diese Schmetterlingsart als europaweit gefährdet gilt und als Schlüsselart betrachtet wird, kommt dem Gebiet eine hohe Bedeutung als Vermehrungshabitat zu.
Mehr als neunzig Vogelarten wurden im Naturschutzgebiet beobachtet. Zu den seltenen und gefährdeten Vögeln, die im Gebiet rasteten oder Nahrung suchten, gehören Kornweihe, Schwarzmilan, Flussseeschwalbe, Eisvogel und Neuntöter. Sie sind Arten des Anhangs I der Vogelschutzrichtlinie, für deren Schutz besondere Maßnahmen ergriffen werden müssen. In den Röhrichten und Säumen der Weichholzaue brüten Teichralle, Kleinspecht, Feldschwirl und Gelbspötter. Im Grünland und den Brachen Rebhuhn und Feldlerche.
Nach den Angaben der Schautafel, die am Rand des geschützten Bereiches steht, wurden im Jahr 1996 unter anderem vierzehn Tagfalter-, zwölf Libellen-, drei Amphibien- und acht Heuschreckenarten nachgewiesen.

## Unterschutzstellung als Naturschutzgebiet
Mit Verordnung vom 10. Januar 1984, der Bezirksdirektion für Forsten und Naturschutz beim Regierungspräsidium in Kassel, wurde der Altarm der Fulda zum Naturschutzgebiet erklärt. Zweck der Unterschutzstellung war es, den als ökologisch bedeutsam angesehenen Altarm mit seiner reichhaltigen Flora und Fauna zu sichern und Störungen von ihm fernzuhalten. Besonders der zum Lebensraum bestandsbedrohter Vogel- und Wasserpflanzenarten gewordene Bereich sollte geschützt werden. Die umliegenden, überwiegend als Grünland genutzten Flächen, sind als Pufferzone in das Gebiet miteinbezogen. Abgesehen von dem Verbot der Anwendung von Pflanzenbehandlungsmitteln ist die Landwirtschaft im bisherigen Umfang und in der bisherigen Art gestattet. Das Schutzgebiet besitzt eine Größe von rund 12 Hektar, hat die nationale Kennung 1632007 und den WDPA-Code 162087.

## Zugehörigkeit zu anderen Schutzgebieten
- Fauna-Flora-Habitat(FFH)-Gebiet „Obere und Mittlere Fuldaaue“

Im Rahmen der Fauna-Flora-Habitat-Richtlinie wurde die Auenlandschaft an der mittleren Fulda vom Land Hessen der EU-Kommission für das europaweite Netz besonderer Schutzgebiete Natura 2000 gemeldet. Natura 2000 hat die Förderung der biologischen Vielfalt zum Ziel und will einen günstigen Zustand der natürlichen Biotope bewahren oder wiederherzustellen. Mit der rechtlichen Sicherung im Januar 2008 durch die „Verordnung über Natura 2000-Gebiete in Hessen“ wurde die „Alte Fulda“ Teil des Fauna-Flora-Habitat-Gebiets 5323-303 „Obere und Mittlere Fuldaaue“. Der nördliche Bereich des FFH-Schutzgebiets, das insgesamt eine Größe von mehr als 2500 Hektar besitzt, liegt im Kreis Hersfeld-Rotenburg, der südliche im Landkreis Fulda. Die Teilfläche im Kreis Hersfeld-Rotenburg umfasst das Ökosystem der Fulda mit Relikten natürlicher Auendynamik wie extensiv genutztes, regelmäßig überschwemmtes Grünland sowie artenreiche Glatthaferwiesen, naturnahe Ufergehölze und die auentypischen Stillgewässer der Altarme, Altwasser und Auentümpel.
- EU-Vogelschutzgebiet „Fuldatal zwischen Rotenburg und Niederaula“

In dem rund 1700 Hektar großem Europäischen Vogelschutzgebiet „Fuldatal zwischen Rotenburg und Niederaula“, mit der Gebietsnummer 5024-401, gehört die „Alte Fulda“ mit den benachbarten Naturschutzgebieten zu den Kernzonen. Der weite offene Abschnitt in dem Fuldatal, umgeben von Hügelland, wird geprägt von dem Flusslauf und großflächigem Grünland. Die zahlreichen, durch Kiesabbau entstandenen Seen und die regelmäßig bei Hochwasser über die Ufer tretende Fulda, bieten über das ganze Jahr vielen Vogelarten anziehende Wasserflächen. Die geschützten Bereiche gelten als ein bedeutendes Rast- und Überwinterungsgebiet für Wasser-, Wat- und Wiesenvögel.
- Landschaftsschutzgebiet „Auenverbund Fulda“

Ebenfalls vollständig liegt das Naturschutzgebiet im Landschaftsschutzgebiet „Auenverbund Fulda“, zu dem Flächen entlang der Fulda in mehreren Landkreisen gehören. Zweck der Unterschutzstellung, des im Jahr 1993 ausgewiesenen Gebiets, ist die Erhaltung der durch unterschiedliche Durchfeuchtungsstufen geprägten Wiesen- und Ufervegetationstypen sowie die Wiederherstellung naturnaher Gewässerabschnitte, durch die Umwandlung von Ackerland in extensiv genutztes Grünland.

## Besucherhinweis
Das kleine Naturschutzgebiet ist nicht durch Wanderwege erschlossen. Es kann über einen Wirtschaftsweg von Asbach aus erreicht werden. Hier informiert eine Schautafel über das „Wissenswerte“ des Schutzgebiets.